# Gaetano Auteri
Gaetano Auteri (Floridia, 21 settembre 1961) è un allenatore di calcio ed ex calciatore italiano, di ruolo attaccante, tecnico del Benevento.

## Biografia
È floridiano di nascita e siracusano d'adozione, ed è proprio nella città aretusea che cresce calcisticamente, precisamente nel settore giovanile del Siracusa.

## Caratteristiche tecniche

### Allenatore
Utilizza il modulo tattico 3-4-3 (che lo ha portato ai vertici del calcio dilettantistico prima e del calcio professionistico poi), facendo giocare la sua squadra un calcio fatto di velocità, offensività, pressing e dispendio atletico. È soprannominato lo Special One di Floridia.

## Carriera

### Giocatore
Giocatore degli anni ottanta e novanta, Auteri inizia la sua carriera sempre nel Siracusa nel 1979 venendo aggregato in prima squadra dall'allenatore Carlo Facchin. Due anni dopo, su richiesta di Eugenio Fascetti, viene acquistato dal Varese con cui gioca in tre campionati di Serie B. Ma durante questo periodo incorre in un infortunio ai menischi che ne compromette il futuro da atleta.
Successivamente viene acquistato dal Genoa, sempre nel campionato cadetto, per un importo record di 1.4 miliardi di lire. 
In seguito gioca, con alterne fortune, con il Monza, il Palermo, il Licata e la Leonzio nel campionato di Serie C1.
Nel 1992, sfumata la trattativa che lo avrebbe portato al Taranto e con questa la possibilità di tornare a disputare nuovamente la Serie B, decide di rinunciare all'offerta della Sambenedettese e di lasciare il calcio giocato a soli 31 anni, anche a causa delle difficoltà conseguenti all'infortunio alle ginocchia.

### Allenatore
Ha iniziato la carriera di allenatore nel 1994-95 come preparatore dei portieri dell'Atletico Catania, in quanto non dotato di patentino di primo allenatore.
Inizia a fare l'allenatore vero e proprio nella stagione successiva alla guida del Ragusa, ottenendo un secondo posto nell'allora Campionato Nazionale Dilettanti. Dal 1998 al 2001 allena l'Igea Virtus prima in Serie D e poi, dopo la vittoria del campionato 1999-2000, anche in Serie C2 in cui ottiene un sorprendente sesto posto.
Segue un'annata sulla panchina dell'Avellino, iniziata con un esonero dopo nove giornate in favore di Giuliano Sonzogni, salvo poi essere richiamato a marzo ottenendo un sesto posto finale. La stagione successiva allena il Crotone sempre in C1, venendo esonerato dopo la sconfitta col Paternò per fare spazio al tecnico Luigi De Rosa. Dopo cinque partite viene richiamato in panchina e conclude la stagione al sesto posto. Nella stagione 2003-2004 allena il Martina, che conclude il campionato al dodicesimo posto.
Dopo la stagione 2004-2005 nel Siracusa (subentrando a Ernesto Apuzzo esonerato dopo due sconfitte in Coppa Italia e una alla prima di campionato di Serie D), conclusa al quarto posto e con la finale play-off (persa) con il Sapri, dal 2005 al 2007 è l'allenatore del Gallipoli. Nel Salento vive una stagione memorabile, vincendo il campionato di C2 con molte vittorie e con molti gol all'attivo, determinando inoltre prestazioni notevoli a livello nazionale.
In quella stessa stagione i giallorossi realizzano la doppietta con la Coppa Italia Serie C, battendo in finale la Sanremese.
Seguono altri due anni nuovamente in serie D e nel Siracusa in cui è voluto tornare per riportare la sua città nel calcio che conta; nel 2007-08 conduce la squadra fino in finale play-off contro la Sibilla Bacoli perdendola ai tempi supplementari; nella stagione seguente riesce a vincere il proprio girone di Serie D (nonostante le dimissioni a poche giornate dalla fine) con ben 81 punti e con una squadra che ha registrato il miglior attacco del girone; e uno al Catanzaro concluso al secondo posto.
Nel 2010 approda alla Nocerina in Lega Pro Prima Divisione, ottenendo subito la promozione diretta in Serie B grazie a un bilancio di 21 vittorie in 34 gare e un +8 in media inglese. Il 26 maggio 2011 vince anche la Supercoppa di Lega Pro Prima Divisione battendo 1-0 il Gubbio al San Francesco dopo l'1-1 dell'andata.
Debutta nella serie cadetta ma il 7 gennaio 2012, in seguito alla sconfitta casalinga contro il Pescara per 2-4, con la squadra al penultimo posto a 16 punti dopo il termine del girone d'andata, viene sollevato dall'incarico. Il 23 gennaio seguente viene richiamato alla guida del club rossonero dopo le dimissioni di mister Salvatore Campilongo. A fine stagione, nell'ultima partita disputata e persa all'Adriatico di Pescara contro la formazione locale già promossa in Serie A, e complice anche la contemporanea vittoria in chiave salvezza del Vicenza in casa della Reggina, la squadra retrocede in Lega Pro, ma nonostante ciò il tecnico floridiano viene riconfermato sulla panchina rossonera. Il nuovo campionato in terza serie comincia con una pesante sconfitta per 1-4 nel derby contro la Paganese sul campo neutro dell'Angelini di Chieti, e per questo rassegna le dimissioni prontamente respinte dall'allora patron della Nocerina Giovanni Citarella. Ripresa per mano la squadra, a fine stagione Auteri la conduce nei play-off in ragione del quarto posto ottenuto nel girone, venendo però sconfitta in semifinale dal Latina in virtù del miglior piazzamento ottenuto in campionato dai pontini.
Il 24 giugno 2013 diventa l'allenatore proprio del Latina neopromosso per la prima volta nella sua storia in Serie B. Il 10 settembre dello stesso anno viene esonerato, dopo tre giornate di campionato in cui ha raccolto un pari e due sconfitte.
Nella stagione 2014-2015 è alla guida del Matera con cui disputa un campionato da protagonista, raggiungendo la semifinale play-off persa ai rigori contro il Como.
Il 7 giugno 2015 rinnova con il club lucano, ma dopo neanche un mese lascia l'incarico, e pochi giorni dopo diventa il nuovo allenatore del Benevento con cui vince il campionato portando la squadra giallorossa, per la prima volta nella sua storia, in Serie B. Il 14 giugno 2016 rescinde, un anno prima della scadenza, il contratto che lo legava alla società sannita.
Per le due stagioni successive ritorna al Matera in Serie C, disputando due campionati di vertice, con un terzo e un dodicesimo posto, quest'ultimi causati da una forte penalizzazione.
Il 1º giugno 2018 viene annunciato come nuovo tecnico del Catanzaro, e anche in questo caso si tratta di un ritorno. Conquista l'accesso ai play-off nei quali viene eliminato dalla Feralpi Salò. Nella stagione successiva, il 21 ottobre 2019, a seguito della sconfitta casalinga contro il Potenza, viene sollevato dall'incarico. Il 24 gennaio 2020 viene richiamato sulla panchina giallorossa, in sostituzione di Gianluca Grassadonia. Chiude il contratto al termine della stagione dopo l'eliminazione della squadra giallorossa dal secondo turno dei play-off.
Il 25 agosto 2020 viene nominato nuovo allenatore del Bari, in Serie C, sottoscrivendo un accordo fino al 30 giugno 2022. Dopo aver messo insieme 42 punti in 22 partite - frutto di 12 vittorie, 6 pareggi e 4 sconfitte - e con la squadra distante 14 punti dalla capolista Ternana, il 9 febbraio 2021 viene esonerato. Il 20 aprile 2021 viene richiamato sulla panchina biancorossa dopo l'esonero di Massimo Carrera. Con una vittoria e una sconfitta termina il campionato al quarto posto qualificandosi per il secondo turno dei play-off, dove i galletti superano agevolmente il Foggia per 3-1 ma poi subiscono l'eliminazione per mano della Feralpi Salò nel primo turno dei play-off nazionali. Non venendo confermato per la stagione successiva, il 17 giugno 2021 risolve il proprio contratto con la società biancorossa. 
Due giorni dopo viene nominato nuovo tecnico del Pescara appena retrocesso in Serie C, incarico che ricopre fino al 5 aprile 2022 quando viene esonerato dopo la sconfitta contro la Lucchese, con la squadra al quinto posto in classifica.
Il 6 luglio 2022 viene nominato nuovo tecnico del Messina, sempre in Serie C. Il 23 dicembre seguente si dimette insieme al direttore sportivo Marcello Pitino con la squadra ultima in classifica nel girone C.
Il 26 dicembre 2023 viene nominato nuovo tecnico del Benevento, in Serie C, tornando sulla panchina dei sanniti dopo 7 anni. A fine stagione conduce la squadra al terzo posto con 66 punti accedendo ai playoff, da cui viene estromesso in semifinale, a causa della sconfitta maturata nel doppio confronto con la Carrarese. Nonostante l'eliminazione dai playoff la società sannita gli rinnova il contratto di un anno. L'anno successivo il team è al comando del girone C per tutto il girone d'andata ma in gennaio, causa una flessione di risultati, scivola al quarto posto e così il 5 febbraio 2025 Auteri viene esonerato con la squadra a cinque punti dalla vetta.
Il 10 marzo 2025, dopo che la squadra è scivolata a meno 14 punti in classifica dalla vetta, il club esonera Pazienza e lo richiama alla guida tecnica.  Dopo aver terminato la stagione regolare al sesto posto, al primo turno dei play-off i sanniti vengono eliminati dalla Juventus Next Gen con un perentorio 1-5.

## Statistiche

### Statistiche da allenatore
Statistiche aggiornate al 4 maggio 2025. In grassetto le competizioni vinte.
| Stagione           | Squadra            | Campionato         | Campionato | Campionato | Campionato | Campionato | Coppe nazionali | Coppe nazionali | Coppe nazionali | Coppe nazionali | Coppe nazionali | Coppe continentali | Coppe continentali | Coppe continentali | Coppe continentali | Coppe continentali | Altre coppe | Altre coppe | Altre coppe | Altre coppe | Altre coppe | Totale | Totale | Totale | Totale | % Vittorie | Piazzamento              |
| Stagione           | Squadra            | Comp               | G          | V          | N          | P          | Comp            | G               | V               | N               | P               | Comp               | G                  | V                  | N                  | P                  | Comp        | G           | V           | N           | P           | G      | V      | N      | P      | %          | Piazzamento              |
| ------------------ | ------------------ | ------------------ | ---------- | ---------- | ---------- | ---------- | --------------- | --------------- | --------------- | --------------- | --------------- | ------------------ | ------------------ | ------------------ | ------------------ | ------------------ | ----------- | ----------- | ----------- | ----------- | ----------- | ------ | ------ | ------ | ------ | ---------- | ------------------------ |
| 1995-1996          | Ragusa             | CND                | 34+4       | 17+2       | 8+2        | 9          | CI-Dil.         | 2               | 0               | 2               | 0               | -                  | -                  | -                  | -                  | -                  | -           | -           | -           | -           | -           | 40     | 19     | 12     | 9      | 47,50      | 2º                       |
| 1998-1999          | Igea Virtus        | CND                | 34         | 18         | 12         | 4          | CI-Dil.         | 4               | 2               | 1               | 1               | -                  | -                  | -                  | -                  | -                  | -           | -           | -           | -           | -           | 38     | 20     | 13     | 5      | 52,63      | 2º                       |
| 1999-2000          | Igea Virtus        | D                  | 34+5       | 25+3       | 7+1        | 2+1        | CI-D            | 6               | 2               | 3               | 1               | -                  | -                  | -                  | -                  | -                  | -           | -           | -           | -           | -           | 45     | 30     | 11     | 4      | 66,67      | 1º (prom.)               |
| 2000-2001          | Igea Virtus        | C2                 | 34         | 11         | 15         | 8          | CI-C            | 4               | 0               | 0               | 4               | -                  | -                  | -                  | -                  | -                  | -           | -           | -           | -           | -           | 38     | 11     | 15     | 12     | 28,95      | 6º                       |
| Totale Igea Virtus | Totale Igea Virtus | Totale Igea Virtus | 107        | 57         | 35         | 15         |                 | 14              | 4               | 4               | 6               |                    | -                  | -                  | -                  | -                  |             | -           | -           | -           | -           | 121    | 61     | 39     | 21     | 50,41      |                          |
| 2001-2002          | Avellino           | C1                 | 19         | 9          | 7          | 3          | CI+CI-C         | 3+2             | 1+1             | 0+0             | 2+1             | -                  | -                  | -                  | -                  | -                  | -           | -           | -           | -           | -           | 24     | 11     | 7      | 6      | 45,83      | Eson., Sub., 6º          |
| 2002-2003          | Crotone            | C1                 | 29         | 14         | 4          | 11         | CI+CI-C         | 3+2             | 0+1             | 2+0             | 1+1             | -                  | -                  | -                  | -                  | -                  | -           | -           | -           | -           | -           | 34     | 15     | 6      | 13     | 44,12      | Eson., Sub., 6º          |
| 2003-2004          | Martina            | C1                 | 34         | 11         | 9          | 14         | CI+CI-C         | 3+2             | 0+0             | 0+0             | 3+2             | -                  | -                  | -                  | -                  | -                  | -           | -           | -           | -           | -           | 39     | 11     | 9      | 19     | 28,21      | 12º                      |
| set. 2004-2005     | Siracusa           | D                  | 33+4       | 17+3       | 6          | 10+1       | CI-D            | -               | -               | -               | -               | -                  | -                  | -                  | -                  | -                  | -           | -           | -           | -           | -           | 37     | 20     | 6      | 11     | 54,05      | Sub., 4º                 |
| 2005-2006          | Gallipoli          | C2                 | 34         | 20         | 8          | 6          | CI-C            | 16              | 11              | 1               | 4               | -                  | -                  | -                  | -                  | -                  | SdL-C2      | 2           | 0           | 2           | 0           | 52     | 31     | 11     | 10     | 59,62      | 1º (prom.)               |
| 2006-2007          | Gallipoli          | C1                 | 34         | 12         | 8          | 14         | CI+CI-C         | 1+6             | 0+2             | 0+2             | 1+2             | -                  | -                  | -                  | -                  | -                  | -           | -           | -           | -           | -           | 41     | 14     | 10     | 17     | 34,15      | 10º                      |
| Totale Gallipoli   | Totale Gallipoli   | Totale Gallipoli   | 68         | 32         | 16         | 20         |                 | 23              | 13              | 3               | 7               |                    | -                  | -                  | -                  | -                  |             | 2           | 0           | 2           | 0           | 93     | 45     | 21     | 27     | 48,39      |                          |
| 2007-2008          | Siracusa           | D                  | 34+2       | 18+1       | 7          | 9+1        | CI-D            | 2               | 1               | 0               | 1               | -                  | -                  | -                  | -                  | -                  | -           | -           | -           | -           | -           | 38     | 20     | 7      | 11     | 52,63      | 4º                       |
| 2008-2009          | Siracusa           | D                  | 25         | 19         | 3          | 3          | CI-D            | 2               | 1               | 0               | 1               | -                  | -                  | -                  | -                  | -                  | -           | -           | -           | -           | -           | 27     | 20     | 3      | 4      | 74,07      | Dimiss.                  |
| Totale Siracusa    | Totale Siracusa    | Totale Siracusa    | 98         | 58         | 16         | 24         |                 | 4               | 2               | 0               | 2               |                    | -                  | -                  | -                  | -                  |             | -           | -           | -           | -           | 102    | 60     | 16     | 26     | 58,82      |                          |
| 2009-2010          | Catanzaro          | 2D                 | 34+4       | 22+3       | 6          | 6+1        | CI-LP           | 4               | 1               | 1               | 2               | -                  | -                  | -                  | -                  | -                  | -           | -           | -           | -           | -           | 42     | 26     | 7      | 9      | 61,90      | 2º                       |
| 2010-2011          | Nocerina           | 1D                 | 34         | 21         | 9          | 4          | CI-LP           | 10              | 8               | 0               | 2               | -                  | -                  | -                  | -                  | -                  | SdL-1D      | 2           | 1           | 1           | 0           | 46     | 30     | 10     | 6      | 65,22      | 1º (prom.)               |
| 2011-2012          | Nocerina           | B                  | 40         | 10         | 10         | 20         | CI              | 2               | 1               | 0               | 1               | -                  | -                  | -                  | -                  | -                  | -           | -           | -           | -           | -           | 42     | 11     | 10     | 21     | 26,19      | Eson., Sub., 20º (retr.) |
| 2012-2013          | Nocerina           | 1D                 | 30+2       | 15+1       | 8          | 7+1        | CI+CI-LP        | 2+2             | 1+1             | 0+0             | 1+1             | -                  | -                  | -                  | -                  | -                  | -           | -           | -           | -           | -           | 36     | 18     | 8      | 10     | 50,00      | 4º                       |
| Totale Nocerina    | Totale Nocerina    | Totale Nocerina    | 106        | 47         | 27         | 32         |                 | 16              | 11              | 0               | 5               |                    | -                  | -                  | -                  | -                  |             | 2           | 1           | 1           | 0           | 124    | 59     | 28     | 37     | 47,58      |                          |
| ago.-set. 2013     | Latina             | B                  | 3          | 0          | 1          | 2          | CI              | 1               | 0               | 0               | 1               | -                  | -                  | -                  | -                  | -                  | -           | -           | -           | -           | -           | 4      | 0      | 1      | 3      | &0,00      | Eson.                    |
| 2014-2015          | Matera             | LP                 | 38+3       | 20+1       | 10+2       | 8          | CI-LP           | 5               | 2               | 3               | 0               | -                  | -                  | -                  | -                  | -                  | -           | -           | -           | -           | -           | 46     | 23     | 15     | 8      | 50,00      | 3º                       |
| 2015-2016          | Benevento          | LP                 | 34         | 20         | 11         | 3          | CI+CI-LP        | 1+2             | 0+1             | 0+0             | 1+1             | -                  | -                  | -                  | -                  | -                  | SC-LP       | 2           | 0           | 0           | 2           | 39     | 21     | 11     | 7      | 53,85      | 1º (prom.)               |
| 2016-2017          | Matera             | LP                 | 38+2       | 18         | 11+1       | 9+1        | CI+CI-LP        | 2+7             | 1+5             | 0+1             | 1+1             | -                  | -                  | -                  | -                  | -                  | -           | -           | -           | -           | -           | 49     | 24     | 13     | 12     | 48,98      | 3º                       |
| 2017-2018          | Matera             | C                  | 36         | 15         | 10         | 11         | CI+CI-C         | 2+2             | 1+1             | 0+0             | 1+1             | -                  | -                  | -                  | -                  | -                  | -           | -           | -           | -           | -           | 40     | 17     | 10     | 13     | 42,50      | 12º                      |
| Totale Matera      | Totale Matera      | Totale Matera      | 117        | 54         | 34         | 29         |                 | 18              | 10              | 4               | 4               |                    | -                  | -                  | -                  | -                  |             | -           | -           | -           | -           | 135    | 64     | 38     | 33     | 47,41      |                          |
| 2018-2019          | Catanzaro          | C                  | 36+2       | 20         | 7+1        | 9+1        | CI-C            | 5               | 4               | 0               | 1               | -                  | -                  | -                  | -                  | -                  | -           | -           | -           | -           | -           | 43     | 24     | 8      | 11     | 55,81      | 3º                       |
| 2019-2020          | Catanzaro          | C                  | 18+2       | 8          | 3+2        | 7          | CI+CI-C         | 2+0             | 1+0             | 0+0             | 1+0             | -                  | -                  | -                  | -                  | -                  | -           | -           | -           | -           | -           | 22     | 9      | 5      | 8      | 40,91      | Eson., Sub., 7º          |
| Totale Catanzaro   | Totale Catanzaro   | Totale Catanzaro   | 96         | 53         | 19         | 24         |                 | 11              | 6               | 1               | 4               |                    | -                  | -                  | -                  | -                  |             | -           | -           | -           | -           | 107    | 59     | 20     | 28     | 55,14      |                          |
| 2020-2021          | Bari               | C                  | 24+3       | 13+1       | 6+1        | 5+1        | CI              | 2               | 1               | 1               | 0               | -                  | -                  | -                  | -                  | -                  | -           | -           | -           | -           | -           | 29     | 15     | 8      | 6      | 51,72      | Eson., Sub., 4º          |
| 2021-apr. 2022     | Pescara            | C                  | 35         | 15         | 13         | 7          | CI-C            | 3               | 2               | 0               | 1               | -                  | -                  | -                  | -                  | -                  | -           | -           | -           | -           | -           | 38     | 17     | 13     | 8      | 44,74      | Eson.                    |
| ago.-dic. 2022     | Messina            | C                  | 19         | 3          | 2          | 14         | CI-C            | 1               | 0               | 1               | 0               | -                  | -                  | -                  | -                  | -                  | -           | -           | -           | -           | -           | 20     | 3      | 3      | 14     | 15,00      | Dimiss.                  |
| dic. 2023-2024     | Benevento          | C                  | 19+6       | 10+2       | 6+3        | 3+1        | CI-C            | -               | -               | -               | -               | -                  | -                  | -                  | -                  | -                  | -           | -           | -           | -           | -           | 25     | 12     | 9      | 4      | 48,00      | Sub., 3º                 |
| 2024-2025          | Benevento          | C                  | 29+1       | 13         | 9          | 7+1        | CI-C            | 2               | 1               | 0               | 1               | -                  | -                  | -                  | -                  | -                  | -           | -           | -           | -           | -           | 32     | 14     | 9      | 9      | 43,75      | Eson., Sub., 6º          |
| 2025-2026          | Benevento          | C                  | 0          | 0          | 0          | 0          | CI-C            | 0               | 0               | 0               | 0               | -                  | -                  | -                  | -                  | -                  | -           | -           | -           | -           | -           | 0      | 0      | 0      | 0      | —          | in corso                 |
| Totale Benevento   | Totale Benevento   | Totale Benevento   | 89         | 45         | 29         | 15         |                 | 5               | 2               | 0               | 3               |                    | -                  | -                  | -                  | -                  |             | 2           | 0           | 0           | 2           | 96     | 47     | 29     | 20     | 48,96      |                          |
| Totale carriera    | Totale carriera    | Totale carriera    | 885        | 431        | 229        | 225        |                 | 114             | 54              | 17              | 43              |                    | -                  | -                  | -                  | -                  |             | 6           | 1           | 3           | 2           | 1 005  | 486    | 249    | 270    | 48,36      |                          |

## Palmarès

### Giocatore

#### Competizioni nazionali
- Serie C1: 1

Monza: 1987-1988
- Coppa Italia Serie C: 1

Monza: 1987-1988

### Allenatore

#### Competizioni interregionali
- Serie D: 1

Igea Virtus: 1999-2000 (Girone I)

#### Competizioni nazionali
- Campionato italiano Serie C2: 1

Gallipoli: 2005-2006 (Girone C)
- Coppa Italia Serie C: 1

Gallipoli: 2005-2006
- Lega Pro Prima Divisione: 1

Nocerina: 2010-2011 (Girone B)
- Supercoppa di Lega di Prima Divisione: 1

Nocerina: 2010-2011
- Lega Pro: 1

Benevento: 2015-2016 (Girone C)